# ILoader
 (septembre 2012).
Si vous disposez d'ouvrages ou d'articles de référence ou si vous connaissez des sites web de qualité traitant du thème abordé ici, merci de compléter l'article en donnant les références utiles à sa vérifiabilité et en les liant à la section « Notes et références ».
iLoader est un firmware alternatif conçu pour remplacer le firmware d'origine d'Apple de l'iPod nano 2G (deuxième génération).

## Fonctionnement
Le firmware d'Apple pour le  Nano 2G étant chiffré, le portage d'iPodLinux sur l'iPod est à ce jour impossible (contrairement à l'iPod nano 1G).
iLoader est donc une alternative qui permet de remplacer le firmware d'origine, et permet ensuite l'installation de Rockbox qui présente des avantages par rapport au firmware d'origine. 
L'installation de iLoader n'est pas définitive, pour cela il suffit de faire une simple restauration avec iTunes.
iLoader n'enlève pas la garantie d'Apple.

## Avantages
- Gain d'environ 70 Mo de mémoire (firmware plus léger)
- Firmware personnalisable
- Accès à de nouvelles options personnalisables
- Lecture de vidéos désormais possible
- Il n'est plus nécessaire de passer par iTunes, Winamp, ou tout autre logiciel de gestion de données pour rajouter ou enlever des fichiers.
- L'utilisateur n'est plus limité aux formats AAC et MP3. L'importation de fichiers dans des formats dits lossless, tels que le FLAC ou le WAVE devient possible et permet à l'utilisateur d'importer et d'écouter ses albums dans une meilleure qualité.
- Possibilité de diversification des fonctions de l'iPod : jeux, calculatrice, éditeur de texte...
- Possibilité de gérer le son : graves, aigus, balances de manière parfaitement libre.